# Ковтун Олександр Костянтинович
Олекса́ндр Костянти́нович Ко́втун (нар. 27 квітня 1979 — 17 серпня 2016) — старшина Збройних сил України, учасник російсько-української війни.

## Життєпис
Народився 1979 року в селі Черевки (Миргородський район, Полтавська область); навчався в черевківській школі. Намагався стати військовим — але спочатку не склалося. Працював бригадиром у будівельній бригаді в приватному підприємстві «Ладабудсервіс»; одна із останніх будов була зведена в Сватовому.
Підписав контракт на військову службу в листопаді 2014 року; взимку вирушив на фронт. Старшина, заступник командира взводу роти вогневої підтримки 3-го батальйону, 25-та окрема аеромобільна бригада. 16 серпня здійснив перший стибок з парашутом.
17 серпня 2016-го під час обстрілу промзони Авдіївки зазнав смертельного поранення в шию — кулею снайпера: під час обстрілу з мінометів й гранатометів почали розходитися бронеплити укріплення, Олександр підбіг закріпити одну з них — в цю щілину й влетіла куля.
19 серпня 2016 року похований у Черевках.
Без Олександра лишилися мама та молодший брат — теж воював на сході України.

## Нагороди та вшанування
- указом Президента України № 421/2016 від 29 вересня 2016 року «за особисту мужність і високий професіоналізм, виявлені у захисті державного суверенітету та територіальної цілісності України, вірність військовій присязі» — нагороджений орденом «За мужність» III ступеня (посмертно)[1]
- У селі Черевки встановлено меморіальний знак Олександрові Ковтуну.